# Fußball-Club St. Pauli von 1910 2020-2021
Questa voce raccoglie le informazioni riguardanti il Fußball-Club St. Pauli von 1910 nelle competizioni ufficiali della stagione 2020-2021.

## Stagione
Nella stagione 2020-2021 il St. Pauli, allenato da Timo Schultz, concluse il campionato di 2. Bundesliga al 10º posto. In Coppa di Germania il St. Pauli fu eliminato al primo turno dall'Elversberg.

## Rosa
| N. |                      | Ruolo | Calciatore            |
| -- | -------------------- | ----- | --------------------- |
| 1  | Germania (bandiera)  | P     | Dennis Smarsch        |
| 2  | Svezia (bandiera)    | D     | Sebastian Ohlsson     |
| 3  | Galles (bandiera)    | D     | James Lawrence        |
| 4  | Germania (bandiera)  | D     | Philipp Ziereis       |
| 5  | Germania (bandiera)  | D     | Marvin Knoll          |
| 6  | Germania (bandiera)  | D     | Christopher Avevor    |
| 8  | Uruguay (bandiera)   | C     | Rodrigo Zalazar       |
| 9  | Austria (bandiera)   | A     | Guido Burgstaller     |
| 10 | Germania (bandiera)  | C     | Christopher Buchtmann |
| 11 | Germania (bandiera)  | C     | Max Dittgen           |
| 12 | Giappone (bandiera)  | A     | Ryō Miyaichi          |
| 13 | Germania (bandiera)  | C     | Lukas Daschner        |
| 14 | Nigeria (bandiera)   | C     | Afeez Aremu           |
| 15 | Germania (bandiera)  | D     | Daniel Buballa        |
| 16 | Danimarca (bandiera) | A     | Simon Makienok        |
| 17 | Ghana (bandiera)     | C     | Daniel-Kofi Kyereh    |

| N. |                            | Ruolo | Calciatore               |
| -- | -------------------------- | ----- | ------------------------ |
| 18 | Svezia (bandiera)          | C     | Eric Smith               |
| 19 | Germania (bandiera)        | D     | Luca Zander              |
| 20 | Germania (bandiera)        | C     | Finn Ole Becker          |
| 21 | Austria (bandiera)         | P     | Dejan Stojanović         |
| 22 | Egitto (bandiera)          | A     | Omar Marmoush            |
| 23 | Kosovo (bandiera)          | D     | Leart Paqarada           |
| 24 | Norvegia (bandiera)        | D     | Tore Reginiussen         |
| 25 | Polonia (bandiera)         | D     | Adam Dźwigała            |
| 26 | Germania (bandiera)        | C     | Rico Benatelli           |
| 29 | Germania (bandiera)        | D     | Christian Viet           |
| 32 | Germania (bandiera)        | D     | Jannes Wieckhoff         |
| 33 | Germania (bandiera)        | P     | Svend Brodersen          |
| 34 | Germania (bandiera)        | A     | Igor Matanović           |
| 35 | Germania (bandiera)        | A     | Aurel Loubongo-M'Boungou |
| 36 | Rep. Dominicana (bandiera) | A     | Luis Coordes             |

## Organigramma societario
Area direttiva
- Presidente: Oke Göttlich
- Vice presidente: Christiane Hollander
- Vice presidente: Carsten Höltkemeyer
- Vice presidente: Jochen Winand
- Direttore marketing: Martin Drust
- Direttore vendite: Bernd Von Geldern
- Responsabile operazioni: Martin Urban

Area tecnica
- Direttore sportivo: Andreas Bornemann
- Team manager: Jonas Wömmel
- Allenatore: Timo Schultz
- Allenatore in seconda: Loïc Favé, Fabian Hürzeler
- Preparatore dei portieri: Mathias Hain
- Preparatori atletici: Christoph Hainc, Karim Rashwan, Alexander Blase, Dominik Körner
- Analisi tecnica: Jannik Niden
- Magazziniere: Siegmar Krahl
- Magazziniere: Andreas Kreft
- Magazziniere: Thorge Blöcker

Area sanitaria
- Medico sociale: Volker Carrero
- Medico sociale: Sebastian Schneider
- Medico sociale: Niklas Hennecke
- Fisioterapista: Alexander Blase
- Fisioterapista: Dominik Körner
- Fisioterapista: Mike Muretic
- Fisioterapista: Ronald Wollmann

## Calciomercato

### Sessione estiva
| Acquisti | Acquisti           | Acquisti              | Acquisti                       |
| R.       | Nome               | da                    | Modalità                       |
| -------- | ------------------ | --------------------- | ------------------------------ |
| C        | Christian Viet     | -                     | aggregato dalle giovanili      |
| D        | Marvin Senger      | -                     | aggregato dalle giovanili      |
| A        | Aurel Loubongo     | -                     | aggregato dalle giovanili      |
| C        | Leon Flach         | -                     | aggregato dalle giovanili      |
| P        | Dennis Smarsch     | Hertha Berlino        | acquisto definitivo            |
| C        | Maximilian Dittgen | Wehen Wiesbaden       | acquisto definitivo            |
| D        | Leart Paqarada     | Sandhausen            | acquisto definitivo            |
| D        | Jannes Wieckhoff   | -                     | aggregato dalle giovanili      |
| C        | Rodrigo Zalazar    | Eintracht Francoforte | prestito (30.6.2021)           |
| C        | Lukas Daschner     | Duisburg              | acquisto definitivo            |
| C        | Afeez Aremu        | Start                 | acquisto definitivo            |
| A        | Simon Makienok     | Dinamo Dresda         | acquisto definitivo (gratuito) |
| A        | Guido Burgstaller  | Schalke 04            | ?                              |
| D        | James Lawrence     | Anderlecht            | ?                              |

| Cessioni | Cessioni             | Cessioni         | Cessioni                            |
| R.       | Nome                 | a                | Modalità                            |
| -------- | -------------------- | ---------------- | ----------------------------------- |
| D        | Leo Skiri Østigård   | Brighton         | fine prestito                       |
| D        | Marc Hornschuh       | -                | fine contratto                      |
| A        | Viktor Gyökeres      | Brighton         | fine prestito                       |
| D        | Matt Penney          | Sheffield Weds   | fine prestito                       |
| A        | Dīmītrīs Diamantakos | -                | fine contratto                      |
| D        | Park Yi-young        | Türkgücü München | prestito (30.6.2021)                |
| D        | James Lawrence       | Anderlecht       | fine prestito                       |
| C        | Johannes Flum        | -                | fine contratto                      |
| D        | Jan-Philipp Kalla    | -                | ritirato                            |
| C        | Waldemar Sobota      | -                | fine contratto                      |
| C        | Christian Conteh     | Feyenoord        | cessione definitiva (400.000 €)     |
| D        | Florian Carstens     | Wehen Wiesbaden  | prestito (30.6.2021)                |
| P        | Korbinian Müller     | -                | svincolato                          |
| A        | Hank Veerman         | Heerenveen       | cessione definitiva (1,5 milioni €) |
| D        | Jakub Bednarczyk     | Zagłębie Lubin   | prestito (30.6.2021)                |

| Acquisti | Acquisti         | Acquisti      | Acquisti                                |
| R.       | Nome             | da            | Modalità                                |
| -------- | ---------------- | ------------- | --------------------------------------- |
| A        | Omar Marmoush    | Wolfsburg     | prestito oneroso 100.000 € (30.06.2021) |
| D        | Tore Reginiussen | Rosenborg     | acquisto definitivo (gratuito)          |
| P        | Dejan Stojanovic | Middlesbrough | prestito (30.06.2021)                   |
| C        | Eric Smith       | Gent          | prestito (30.06.2021)                   |
| D        | Adam Dźwigała    | svincolato    | acquisto definitivo (gratuito)          |
| P        | Igor Matanović   |               | aggregato dalle giovanili               |

| Cessioni | Cessioni         | Cessioni           | Cessioni                       |
| R.       | Nome             | a                  | Modalità                       |
| -------- | ---------------- | ------------------ | ------------------------------ |
| C        | Leon Flach       | Philadelphia Union | cessione definitiva (250.000€) |
| P        | Robin Himmelmann | Eupen              | cessione definitiva (gratuita) |
| A        | Borys Taščy      | Pohang Steelers    | cessione definitiva (gratuita) |
| D        | Marvin Senger    | Kaiserslautern     | prestito (30.06.2021)          |
| C        | Kevin Lankford   | Wehen Wiesbaden    | prestito (30.06.2021)          |

## Risultati

### 2. Bundesliga

#### Girone di andata
| Arbitro: | Schröder |

|                     |           |                 |
| Žulj 26’ Zoller 76’ | Marcatori | 84’, 86’ Kyereh |

| Arbitro: | Jablonski |

|                                                         |           |                         |
| Kyereh 26’ Schmidt 34’ (aut.) Wieckhoff 46’ Dittgen 70’ | Marcatori | 78’ Kühlwetter 80’ Mohr |

| Arbitro: | Waschitzki-Günther |

|                    |           |  |
| Buballa 45’ (aut.) | Marcatori |  |

| Arbitro: | Heft |

|                                |           |                              |
| Zalazar 28’ (rig.) Buballa 78’ | Marcatori | 8’ Schäffler 49’ (rig.) Geis |

| Arbitro: | Fritz |

|                        |           |                                  |
| Dursun 45’ (rig.), 76’ | Marcatori | 80’ Benatelli 90’ (rig.) Zalazar |

| Arbitro: | Gräfe |

|                  |           |                          |
| Terodde 12’, 84’ | Marcatori | 35’ Zalazar 82’ Makienok |

| Arbitro: | Sather |

|  |           |                                   |
|  | Marcatori | 4’ Thiede 50’ Gondorf 76’ Hofmann |

| Arbitro: | Dingert |

|                        |           |  |
| Srbeny 39’ Führich 56’ | Marcatori |  |

| Arbitro: | Jöllenbeck |

|  |           |            |
|  | Marcatori | 86’ Blacha |

| Arbitro: | Gerach |

|                      |           |            |
| Bär 67’ Kaufmann 82’ | Marcatori | 2’ Dittgen |

| Arbitro: | Koslowski |

|                          |           |                         |
| Dittgen 81’ Makienok 89’ | Marcatori | 10’ Testroet 78’ Krüger |

| Arbitro: | Bacher |

|                     |           |               |
| Pieringer 9’ (rig.) | Marcatori | 57’ Benatelli |

| Arbitro: | Schröder |

|  |           |                                      |
|  | Marcatori | 10’ Zimmermann 64’ Hennings 90’ Prib |

| Arbitro: | Reichel |

|                              |           |           |
| Green 24’ (rig.) Nielsen 27’ | Marcatori | 82’ Flach |

| Arbitro: | Willenborg |

|              |           |          |
| Marmoush 52’ | Marcatori | 62’ Mees |

| Arbitro: | Storks |

|                    |           |                                          |
| Haraguchi 53’, 55’ | Marcatori | 2’ Zalazar 10’ Burgstaller 90’ Matanović |

| Arbitro: | Dankert |

|                              |           |  |
| Burgstaller 27’ Marmoush 49’ | Marcatori |  |

#### Girone di ritorno
| Arbitro: | Osmers |

|                           |           |                          |
| Burgstaller 4’ Kyereh 32’ | Marcatori | 28’, 43’ Zoller 63’ Žulj |

| Arbitro: | Winter |

|                                     |           |                                                  |
| Kleindienst 15’, 77’ Kühlwetter 48’ | Marcatori | 3’ Burgstaller 30’ Kyereh 72’ Becker 87’ Zalazar |

| Arbitro: | Alt |

|                            |           |             |
| Kyereh 67’ Burgstaller 71’ | Marcatori | 74’ Behrens |

| Arbitro: | Sather |

|               |           |                                     |
| Borkowski 77’ | Marcatori | 45’ Burgstaller 65’ (rig.) Marmoush |

| Arbitro: | Bacher |

|                                   |           |                       |
| Burgstaller 26’, 82’ Marmoush 62’ | Marcatori | 64’ Skarke 66’ Dursun |

| Arbitro: | Aytekin |

|            |           |  |
| Kyereh 88’ | Marcatori |  |

| Karlsruhe 6 marzo 2021, ore 13:00 CET 24ª giornata | Karlsruhe | 0 – 0 referto | St. Pauli | Wildparkstadion (0 spett.)\| Arbitro: \| Dingert \| |
| Arbitro:                                           | Dingert   |               |           |                                                     |

| Arbitro: | Schröder |

|  |           |                         |
|  | Marcatori | 7’ Führich 69’ Schonlau |

| Arbitro: | Thomsen |

|            |           |                                     |
| Heider 79’ | Marcatori | 51’ (rig.) Burgstaller 65’ Marmoush |

| Arbitro: | Aarnink |

|                        |           |  |
| Marmoush 7’ Kyereh 14’ | Marcatori |  |

| Arbitro: | Heft |

|              |           |                            |
| Testroet 73’ | Marcatori | 2’, 56’ Zander 49’ Zalazar |

| Arbitro: | Dingert |

|                                                   |           |  |
| Marmoush 4’ Benatelli 18’ Paqarada 22’ Kyereh 50’ | Marcatori |  |

| Arbitro: | Bacher |

|                     |           |  |
| Klaus 26’ Danso 49’ | Marcatori |  |

| Arbitro: | Gerach |

|                            |           |            |
| Zander 10’ Burgstaller 50’ | Marcatori | 90’ Seguin |

| Arbitro: | Willenborg |

|                                       |           |  |
| Arslan 22’ Bartels 24’, 49’ Serra 67’ | Marcatori |  |

| Arbitro: | Koslowski |

|                 |           |                      |
| Burgstaller 70’ | Marcatori | 13’ Ducksch 59’ Hult |

| Arbitro: | Thomsen |

|                                  |           |  |
| George 14’ Albers 44’ Stolze 64’ | Marcatori |  |

### Coppa di Germania
| Arbitro: | Gerach |

|                                                 |           |                        |
| Schnellbacher 16’, 67’ Dragon 26’ Fellhauer 48’ | Marcatori | 7’ Knoll 78’ Benatelli |

## Statistiche

### Statistiche di squadra
| Competizione      | Punti | In casa | In casa | In casa | In casa | In casa | In casa | In trasferta | In trasferta | In trasferta | In trasferta | In trasferta | In trasferta | Totale | Totale | Totale | Totale | Totale | Totale | DR |
| Competizione      | Punti | G       | V       | N       | P       | Gf      | Gs      | G            | V            | N            | P            | Gf           | Gs           | G      | V      | N      | P      | Gf     | Gs     | DR |
| ----------------- | ----- | ------- | ------- | ------- | ------- | ------- | ------- | ------------ | ------------ | ------------ | ------------ | ------------ | ------------ | ------ | ------ | ------ | ------ | ------ | ------ | -- |
| 2. Bundesliga     | 47    | 17      | 8       | 3       | 6       | 28      | 25      | 17           | 5            | 5            | 7            | 23           | 31           | 34     | 13     | 8      | 13     | 51     | 56     | -5 |
| Coppa di Germania | -     | 0       | 0       | 0       | 0       | 0       | 0       | 1            | 0            | 0            | 1            | 2            | 4            | 1      | 0      | 0      | 1      | 2      | 4      | -2 |
| Totale            | 47    | 17      | 8       | 3       | 6       | 28      | 25      | 18           | 5            | 5            | 8            | 25           | 35           | 35     | 13     | 8      | 14     | 53     | 60     | -7 |

### Andamento in campionato
| Giornata  | 1 | 2 | 3 | 4 | 5 | 6  | 7  | 8  | 9  | 10 | 11 | 12 | 13 | 14 | 15 | 16 | 17 | 18 | 19 | 20 | 21 | 22 | 23 | 24 | 25 | 26 | 27 | 28 | 29 | 30 | 31 | 32 | 33 | 34 |
| --------- | - | - | - | - | - | -- | -- | -- | -- | -- | -- | -- | -- | -- | -- | -- | -- | -- | -- | -- | -- | -- | -- | -- | -- | -- | -- | -- | -- | -- | -- | -- | -- | -- |
| Luogo     | T | C | T | C | T | T  | C  | T  | C  | T  | C  | T  | C  | T  | C  | T  | C  | C  | T  | C  | T  | C  | C  | T  | C  | T  | C  | T  | C  | T  | C  | T  | C  | T  |
| Risultato | N | V | P | N | N | N  | P  | P  | P  | P  | N  | N  | P  | P  | N  | V  | V  | P  | V  | V  | V  | V  | V  | N  | P  | V  | V  | V  | V  | P  | V  | P  | P  | P  |
| Posizione | 7 | 3 | 8 | 8 | 9 | 11 | 17 | 17 | 17 | 17 | 17 | 17 | 17 | 17 | 17 | 17 | 15 | 16 | 15 | 14 | 13 | 11 | 11 | 10 | 12 | 11 | 8  | 8  | 7  | 8  | 7  | 7  | 9  | 10 |

Legenda:

Luogo: C = Casa; T = Trasferta. Risultato: V = Vittoria; N = Pareggio; P = Sconfitta.

### Statistiche dei giocatori
| Giocatore             | 2. Bundesliga | 2. Bundesliga | 2. Bundesliga | 2. Bundesliga | Coppa di Germania | Coppa di Germania | Coppa di Germania | Coppa di Germania | Totale   | Totale | Totale      | Totale     |
| Giocatore             | Presenze      | Reti          | Ammonizioni   | Espulsioni    | Presenze          | Reti              | Ammonizioni       | Espulsioni        | Presenze | Reti   | Ammonizioni | Espulsioni |
| --------------------- | ------------- | ------------- | ------------- | ------------- | ----------------- | ----------------- | ----------------- | ----------------- | -------- | ------ | ----------- | ---------- |
| A. Aremu              | 16            | 0             | 4             | 0             | 1                 | 0                 | 0                 | 0                 | 17       | 0      | 4           | 0          |
| C. Avevor             | 6             | 0             | 4             | 0             | 1                 | 0                 | 0                 | 0                 | 7        | 0      | 4           | 0          |
| F. Becker             | 30            | 1             | 3             | 0             | 0                 | 0                 | 0                 | 0                 | 30       | 1      | 3           | 0          |
| R. Benatelli          | 26            | 3             | 5             | 0             | 1                 | 1                 | 0                 | 0                 | 27       | 4      | 5           | 0          |
| S. Brodersen          | 4             | 0             | 1             | 0             | 0                 | 0                 | 0                 | 0                 | 4        | 0      | 1           | 0          |
| D. Buballa            | 21            | 1             | 2             | 1             | 0                 | 0                 | 0                 | 0                 | 21       | 1      | 2           | 1          |
| C. Buchtmann          | 2             | 0             | 0             | 0             | 0                 | 0                 | 0                 | 0                 | 2        | 0      | 0           | 0          |
| G. Burgstaller        | 22            | 11            | 2             | 0             | 0                 | 0                 | 0                 | 0                 | 22       | 11     | 2           | 0          |
| L. Coordes            | 0             | 0             | 0             | 0             | 0                 | 0                 | 0                 | 0                 | 0        | 0      | 0           | 0          |
| L. Daschner           | 24            | 0             | 0             | 0             | 1                 | 0                 | 0                 | 0                 | 25       | 0      | 0           | 0          |
| M. Dittgen            | 32            | 3             | 3             | 0             | 1                 | 0                 | 1                 | 0                 | 33       | 3      | 4           | 0          |
| A. Dźwigała           | 13            | 0             | 2             | 0             | 0                 | 0                 | 0                 | 0                 | 13       | 0      | 2           | 0          |
| L. Flach              | 9             | 1             | 0             | 0             | 0                 | 0                 | 0                 | 0                 | 9        | 1      | 0           | 0          |
| R. Himmelmann         | 10            | 0             | 0             | 0             | 1                 | 0                 | 0                 | 0                 | 11       | 0      | 0           | 0          |
| M. Knoll              | 14            | 0             | 2             | 1             | 1                 | 1                 | 0                 | 0                 | 15       | 1      | 2           | 1          |
| D. Kyereh             | 34            | 9             | 4             | 0             | 1                 | 0                 | 0                 | 0                 | 35       | 9      | 4           | 0          |
| K. Lankford           | 9             | 0             | 0             | 0             | 0                 | 0                 | 0                 | 0                 | 9        | 0      | 0           | 0          |
| J. Lawrence           | 19            | 0             | 4             | 1             | 0                 | 0                 | 0                 | 0                 | 19       | 0      | 4           | 1          |
| A. Loubongo-M'Boungou | 0             | 0             | 0             | 0             | 0                 | 0                 | 0                 | 0                 | 0        | 0      | 0           | 0          |
| S. Makienok           | 18            | 2             | 0             | 0             | 1                 | 0                 | 0                 | 0                 | 19       | 2      | 0           | 0          |
| O. Marmoush           | 21            | 7             | 2             | 0             | 0                 | 0                 | 0                 | 0                 | 21       | 7      | 2           | 0          |
| I. Matanović          | 18            | 1             | 2             | 0             | 0                 | 0                 | 0                 | 0                 | 18       | 1      | 2           | 0          |
| R. Miyaichi           | 1             | 0             | 0             | 0             | 0                 | 0                 | 0                 | 0                 | 1        | 0      | 0           | 0          |
| S. Ohlsson            | 23            | 0             | 7             | 0             | 1                 | 0                 | 1                 | 0                 | 24       | 0      | 8           | 0          |
| L. Paqarada           | 30            | 1             | 4             | 0             | 1                 | 0                 | 0                 | 0                 | 31       | 1      | 4           | 0          |
| T. Reginiussen        | 10            | 0             | 2             | 0             | 0                 | 0                 | 0                 | 0                 | 10       | 0      | 2           | 0          |
| M. Senger             | 0             | 0             | 0             | 0             | 1                 | 0                 | 0                 | 0                 | 1        | 0      | 0           | 0          |
| D. Smarsch            | 1             | 0             | 0             | 0             | 0                 | 0                 | 0                 | 0                 | 1        | 0      | 0           | 0          |
| E. Smith              | 5             | 0             | 1             | 0             | 0                 | 0                 | 0                 | 0                 | 5        | 0      | 1           | 0          |
| D. Stojanović         | 19            | 0             | 0             | 0             | 0                 | 0                 | 0                 | 0                 | 19       | 0      | 0           | 0          |
| B. Tashchy            | 9             | 0             | 1             | 0             | 1                 | 0                 | 1                 | 0                 | 10       | 0      | 2           | 0          |
| C. Viet               | 3             | 0             | 0             | 0             | 0                 | 0                 | 0                 | 0                 | 3        | 0      | 0           | 0          |
| J. Wieckhoff          | 7             | 1             | 0             | 0             | 1                 | 0                 | 0                 | 0                 | 8        | 1      | 0           | 0          |
| R. Zalazar            | 34            | 6             | 3             | 0             | 1                 | 0                 | 0                 | 0                 | 35       | 6      | 3           | 0          |
| L. Zander             | 22            | 3             | 4             | 0             | 0                 | 0                 | 0                 | 0                 | 22       | 3      | 4           | 0          |
| E. Zehir              | 0             | 0             | 0             | 0             | 0                 | 0                 | 0                 | 0                 | 0        | 0      | 0           | 0          |
| P. Ziereis            | 26            | 0             | 3             | 0             | 1                 | 0                 | 0                 | 0                 | 27       | 0      | 3           | 0          |